# Bertold (oglejski patriarh)
Bertold, andeški grof, oglejski patriarh, nadškof v Kalocsi, * okrog 1180, Bamberg, † 23. maj 1251, Oglej.
Bertold je bil sin andeškega grofa in meranskega vojvode Bertolda III./IV. (†1204) in njegove žena Agnes von Rochlitz. V času njegovega očeta so bili Andeški med najpomembnejšimi rodbinami v nemškem kraljestvu; brat Ekbert je bil bamberški škof, sestri Agnes (Neža) in Gertruda (Jera) ženi ogrskega in francoska kralja, sestra Hedvika pa žena šlezijskega kneza. Andeški so bili tradicionalno zvesti pristaši štaufovskega nemškega kralja.
Kot najmlajši sin je Bertold začel svojo duhovniško kariero na mestu stolnega prošta v Bambergu. Sestra Gertruda (Jera), poročena s kasnejšim ogrskim kraljem Andrejem II. (vladal 1205-35), mu je omogočila, da se je uveljavil na ogrskem dvoru. Kralj Andrej ga je leta 1206 imenoval za nadškofa v Kalocsi. Ker Bertold ni bil dovolj star, niti ni imel zahtevanih izkušenj (papež Inocenc III. je imenovanje potrdil šele leta 1212), je nadaljeval študij v Vicenzi. Po vrnitvi iz Italije ga je svak leta 1209 imenoval za bana Hrvaške, Dalmacije in Slavonije ter leta 1212 še za vojvodo Transilvanije in za kraljevega namestnika. Tako je dobil velik vpliv na vladarske posle, obenem pa se je proti njemu in kraljici kopičilo sovraštvo domačega plemstva. Ko je leta 1213 kralj odšel na bojni pohod v Rutenijo in prepustil vladanje kraljici in Bertoldu, so zarotniki 28. septembra 1213 organizirali pomor Nemcev na dvoru. Ubili so Gertrudo in nekatere njene pristaše, Bertoldu pa je ranjenemu uspelo ubežati.
Po smrti oglejskega patriarha Wofgerja von Erleja (1218) je papež Honorij III. Bertolda imenoval za njegovega naslednika. Tudi kot vodja cerkvene države je Bertold ostal zvest pristaš cesarja in njegove politike, cesar pa mu je naklonjenost vračal s podporo njegovim prizadevanjem, da čim bolj utrdi državo patriarhata. Friderikovega cesarskega kronanja v Rimu (1220) se je udeležil z 2.000 konjeniki in se pokazal v polnem knežjem blišču. S podpiranjem cesarja je moral postati previdnejši, ko se je novi papež Gregor IX. leta 1227 sprl s cesarjem in ga izobčil. Bil je med posredovalci njune sprave in kot garant prisoten na podpisu njunega pobotanja v San Germanu, julija 1230. 
Bertod je po smrti svojega starejšega brata Henrika IV. (†1228) podedoval andeške rodbinske posesti na Kranjskem in v Slovenj Gradcu. Še  naprej je sodeloval s Friderikom II.; ta je Bertoldu izkazal posebno zaupanje, ko mu je leta 1235 poveril nalogo, da pripelje njegovega odstavljenega sina Henrika v zapor v Apulijo. Bertold je leta 1238 prestavil sedež patrarhije iz Čedada v Udine. Leta 1245 je tamkaj spodbudil gradnjo današnje videmske stolnice.
Tudi ko je Gregor IX. leta 1239 Friderika II. drugič izobčil, je Bertold ostal cesarju zvest in si je tako tudi sam prislužil izobčenje. Šele po posredovanju ogrskega kralja Bele IV. (Bertoldovega nečaka) je papež Bertoldovo izobčenje preklical (1241). A takrat se je začel odnos med njim in cesarjem krhati; kljub temu se je poleti 1245 na sinodi v Lyonu ponovno zavzel za ukinitev cesarjevega izobčenja. 
Po tem pa so Friderikove nerazumljive odločitve, tako kot druge pristaše, tudi Bertolda odvrnile od cesarja. Brez dvoma je k temu prispeval tudi cesarjev odnos do Bertoldovega načaka, meranskega vojvode Otona II. (†1248), ki ga je Friderik II. tudi izobčil. Maja 1249 se je Bertold jasno opredelil in stopil na stran cesarjevih nasprotnikov. V povračilo je Friderik II. pooblastil goriškega mejnega grofa Majnharda III. (†1258), da zavzame andeške posesti na Kranjskem. Bertold se je tedaj obrambno povezal še z Ulrikom III. Spanheimskim. Skorajšnja cesarjeva smrt (decembra 1250) pa je konfliktu odvzela ostrino.
Naslednje leto je umrl tudi Bertold. Z njim se je končalo dolgoletno obdobje, ko so nemški plemiči vodili oglejski patriarhat. Po moški strani je z njim ugasnil tudi andeški rod. Slovenjgraško andeško posest je zapustil oglejskemu patriarhatu.
Tik pred smrtjo je Bertold posvetil novo cerkev v Slovenj Gradcu svoji nečakinji Elizabeti Turingijski, ki jo je papež Gregor IX. že leta 1235 kanoniziral. Bertoldu pripisujejo tudi zasluge za gradnjo cerkve na Grajskem hribu nad Slovenj Gradcem.